# John Obi Mikel
John Obi Mikel (Jos, 1987. április 22.) nigériai válogatott labdarúgó

## Pályafutása
Az 1987. április 22-én, Plateau State-ban született játékos több szempontból is érdekes figura. Mikor Norvégiában játszott, felfigyelt rá a Chelsea és a Manchester United. Mikel mindkét klubbal megállapodott. A Manchester United-del közvetlenül, míg a Chelsea-vel ügynökökön keresztül jött létre egyezség. A szövevényes történetben a főszereplő több ellentmondásos nyilatkozata borzolta a kedélyeket. Egyéves huzavona után, 2006 nyarán született meg a döntés, méghozzá négyoldalú tárgyalásokon, mivel be kellett vonni Mikel addigi klubját, a norvég Lynt is. A Chelsea 16 millió fontot adott a fiatal játékosért, hogy hozzájuk igazoljon.
2017 januárjában a kínai első osztályban szereplő Tiencsin Teda szerződtette. 2019-ben a Middlesbrough játékosa lett, majd fél évvel később a Trabzonsporba igazolt. A 2020–2021-es szezonban a Stoke játékosa volt. 2021-ben megfordult még a Kuwait SC-ben is.

### Válogatott
18 évesen mutatkozott be Nigéria válogatottjában. Senki sem tartotta korainak a bemutatkozását, tekintve, hogy előtte két korosztályos világbajnokságon is kiemelkedett a mezőnyből.

## Magánélete
A 2003-as finnországi U17-es világbajnokságot megelőzően a Nigériai Labdarúgó Szövetség tévedésből "Michael" helyett "Mikel" néven nevezte a játékost az eseményre. Mikel úgy döntött, hogy megtartja a nevet, mivel "különleges hangzása" van.

## Statisztika
| Csapat     | Szezon  | Bajnokság | Bajnokság | FA Kupa | FA Kupa | Ligakupa | Ligakupa | UEFA  | UEFA | Egyéb | Egyéb | Összesen | Összesen |
| Csapat     | Szezon  | Meccs     | Gól       | Meccs   | Gól     | Meccs    | Gól      | Meccs | Gól  | Meccs | Gól   | Meccs    | Gól      |
| ---------- | ------- | --------- | --------- | ------- | ------- | -------- | -------- | ----- | ---- | ----- | ----- | -------- | -------- |
| Chelsea FC | 2006–07 | 22        | 0         | 3       | 2       | 2        | 0        | 4     | 0    | 1     | 0     | 35       | 2        |
| Chelsea FC | 2007–08 | 19        | 0         | 1       | 0       | 2        | 0        | 3     | 0    | 1     | 0     | 26       | 0        |
| Összesen   |         | 41        | 0         | 4       | 2       | 4        | 0        | 7     | 0    | 2     | 0     | 61       | 2        |

## Sikerei, díjai

### Klub
- Chelsea
  - Premier League - 2009-10, 2014-15
  - FA Kupa - 2007, 2009, 2010, 2012
  - Ligakupa - 2007, 2015
  - Szuperkupa - 2009
  - Bajnokok Ligája ezüstérmes - 2008
  - Bajnokok Ligája aranyérmes - 2012
  - UEFA Európa Liga aranyérmes - 2013

### Válogatott
- Nigéria
  - Afrikai nemzetek kupája bronzérmes: 2006, 2010
  - Afrikai nemzetek kupája győztes: 2013
- Nigéria U23
- Labdarúgás a nyári olimpiai játékokon-bronzérmes-2016 Rió

### Egyénileg
- Az év fiatal afrikai játékosa: 2005, 2006
- Az év fiatal Chelsea játékosa: 2007, 2008

## Külső hivatkozások
- Mikel John Obi pályafutásának statisztikái a Soccerbase oldalon (angolul)